# Acronicta brunnea
Acronicta brunnea är en fjärilsart som beskrevs av George Francis Hampson. Acronicta brunnea ingår i släktet Acronicta och familjen nattflyn. Inga underarter finns listade i Catalogue of Life.